# شعر تساو تساو
كان تساو تساو أمير حرب صيني عاش في الفترة مابين 155-220م في أواخر سلالة هان الحاكمة و سيطر على شمال الصين وتحكم في الإمبراطور شيان أخر أباطرة هان

## بدايته كشاعر

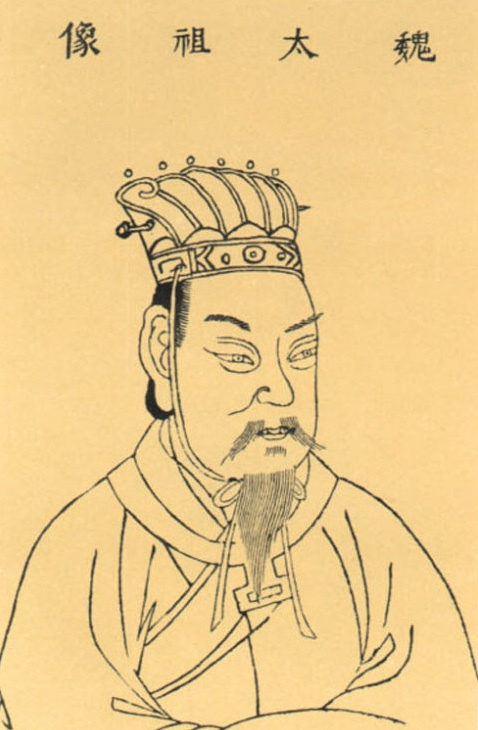
لوحة يظهر فيها تساو تساو

كان تساو تساو شاعرا بارعا،،وكذلك أبناءه تساو بي وتساو تشي كانوا شعراء بارعين وكان أيضا داعما للشعر شو غان، ولكن من أعماله الكثيرة بقى القليل، وقد ساعدت أشعاره في إعادة صياغة أسلوب الشعر في زمنه وبعده أيضا في عهد مملكة واي.
تطور الشعر إلى أسلوب جيانأن (جيانأن هو اسم السنة الصينية من 196-220)،وتطور الشعر بعد سقوط أسرة جين (265-420) أثناء كارثة يونغجيا في سنة 311 وكان شعره أساسا لشعر السلالات الحاكمة الستة.

## قصيدة على الرغم من أن حياة السلحفاة قصيرة
كانت هذه القصيدة من أكثر قصائده شهرة، وتحمل اسم حياة السلحفاة الطويلة وقد قام بتأليفها أثناء معركة غوان دو.
على الرغم من أن حياة السلحفاة طويلة.
على الرغم من أنها مباركة وتعيش مع القوى السحرية وأيامها مخصصة لها.
على الرغم من الثعابين المجنحة التي تركب الضباب.
قد يتم تثبيث حصان حرب قديم
ومع ذلك فإنه لايزال يحارب العدو من ألف لي.
ورجل نبيل على الرغم من أنه تقدم في السن.
لاتتخلى أبدا عن طموحاتك الفخرية.
مدى حياة الإنسان سواء أكان طويلا أم قصيرا لاتعتمد على الجنة وحدها.
من يأكل جيد ويظل سعيدا، يمكن أن يعيش لشيخوخة كبيرة.
وهكذا الفرح في قلبي أنا أضع هذه الأغنية

## قصيدة الأغنية القصيرة
تم تأليف هذه القصيدة أثناء معركة المنحدرات الحمراء،:
أرفع شرابي وأغني أغنية،
فمن يعلم إن كانت حياة المرء قصيرة ام طويلة
حياة الإنسان مثل ندى الصباح، أيام الماضي كثيرة وأيام المستقبل قليلة
القلب مليئ بالأحزان، من همومٍ لا استطيع نسيانها
كيف أتخصلص من هذه الأحزان، لا أعرف الا رجل واحد، إله النبيذ.
أيها التلاميذ المكتسين، بالأزرق إن قلبي عليكم يقلق
أنتم سبب هذه الأغنية التي لاتتوقف.
يثغو الغزال بجانب النهر، في البرية حيث يعيش 
أحيي ضيوفي الكرام، أدق لهم الطبول وأعزف المعازف
كم هو مشرق بريق القمر، هل سيكون هناك وقت يمكن لمسه.
خواطر لك من اعماق قلبي، لاتكف ولاتتوقف 
اصدقاءٌ قطعوا مسافات طويلة، ليحضروا ويقدموا احترامهم في هذة الليلة
نلتقي على المائدة بعد فراق طويل، ونتشارك القصص التي عندنا
يسطع القمر معطياً النجوم، وتطير الغربان نحو الجنوب.
تحلق حول الشجرة ثلاث، على أي غصن ستجد المراح.
لاتحتقرالجبال العلو.
ولاتحتقر البحار الاعماق.
تواضع الحاكم ورحب بالضيوف، والقوم وراءه انساق